# Orang Minyak
Orang Minyak (alla lettera "uomo unto" in malese) è uno dei tanti miti malesi sugli spiriti.

## Mito
Secondo una leggenda, resa popolare dal film Sumpah Orang Minyak ("La maledizione dell'uomo unto") del 1956 (diretto e interpretato da P. Ramlee), l'orang minyak era un uomo maledetto nel tentativo di conquistare il suo amore con la magia. In questa versione, il diavolo si offrì di aiutare la creatura e di conferirgli i poteri delle arti nere, se lo avesse adorato e avesse violentato 21 vergini entro una settimana.
In un'altra versione, l'orang minyak era sotto il controllo di un malvagio sciamano o di uno stregone.
Secondo la leggenda, negli anni '60 l'orang minyak viveva in diverse città malesi: è stato descritto come umano, nudo e ricoperto di olio (presumibilmente allo scopo di renderlo difficile da catturare). Tuttavia, c'erano anche storie dove l'orang minyak era di origine sovrannaturale, invisibile alle donne non più vergini; a tal proposito, pare che Il panico di massa abbia anche spinto donne non sposate, a prendere in prestito i vestiti sudati maschili per dare l'impressione all'orang minyak di non essere sole. Un'altra presunta difesa prevederebbe di morderne il pollice sinistro e di coprirlo con un panno batik.
Gli avvistamenti reputati del orang minyak, o gli eventi successivamente attribuiti ad esso, hanno continuato con frequenza ridotta negli anni 2000. Nel 2005 sono stati segnalati casi di violentatori aggirarsi coperti d'olio, armati di coltelli.
Nel 2012 i residenti del villaggio di Kampung Laksamana, in Malaysia, hanno affermato di aver visto e sentito due orang minyak nell'arco di dieci giorni.
Questa creatura, per natura, comportamento e presunta origine, sembrerebbe essere molto simile al Grease devil dello Sri Lanka.

## Cultura
Alcuni film hanno avuto questa creatura come personaggio principale:
- Sumpah Orang Minyak (1956), di P. Ramlee
- Serangan Orang Minyak (1958), di L. Krishnan[3]
- Oily Maniac (1976), produzione Shaw Brothers, di Meng Hua Ho[4]
- Orang Minyak (2007)[5]
- Pontianak vs Orang Minyak (2012), di Afdlin Shauki[6]